# Districts du canton de Bâle-Campagne

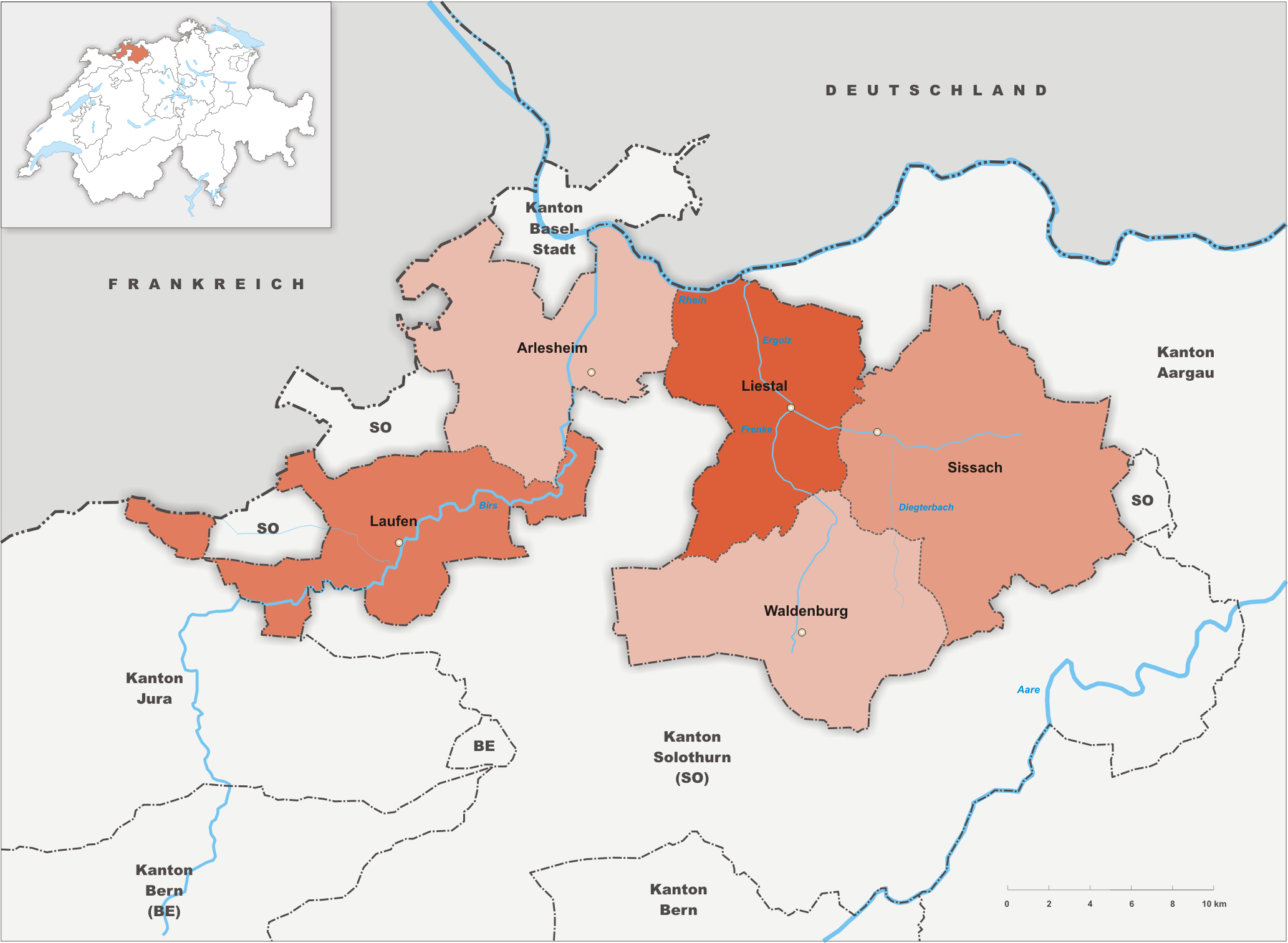
Carte du canton de Bâle-Campagne présentant sa division en districts.

Cet article présente une liste des districts du canton de Bâle-Campagne.

## Liste
En décembre 2008, le canton de Bâle-Campagne compte 5 districts (Bezirk en allemand, Bezirke au pluriel), qui portent le nom de leur chef-lieu. Tous ont l'allemand pour langue officielle.
| Nom        | Chef-lieu  | N° OFS | Communes | Population (décembre 2022) | Superficie (km2) | Densité (hab./km2) |
| ---------- | ---------- | ------ | -------- | -------------------------- | ---------------- | ------------------ |
| Arlesheim  | Arlesheim  | B1301  | +15,     | +158 262,                  | +0096,24         | 1644               |
| Laufon     | Laufon     | B1302  | +13,     | +020 750,                  | +0089,56         | 232                |
| Liestal    | Liestal    | B1303  | +14,     | +062 670,                  | +0085,83         | 730                |
| Sissach    | Sissach    | B1304  | +29,     | +036 648,                  | +0141,           | 260                |
| Waldenburg | Waldenburg | B1305  | +15,     | +016 087,                  | +0104,93         | 153                |
| Total      | Total      | Total  | +86,     | +294 417,                  | +0517,56         | 569                |